# Stefan Humphries
Stefan Govan Humphries (Fort Lauderdale, 20 gennaio 1962) è un ex giocatore di football americano statunitense che ha giocato nel ruolo di offensive guard nella National Football League (NFL). Al college ha giocato a football all'Università del Michigan

## Carriera
Humphries fu scelto nel corso del terzo giro (71º assoluto) del Draft NFL 1984 dai Chicago Bears. L'anno successivo fu membro della squadra che vinse il Super Bowl XX contro i New England Patriots. Nel 1987 passò ai Denver Broncos con cui si qualificò nuovamente per il Super Bowl, questa volta perdendo contro i Washington Redskins. Si ritirò dopo la stagione 1988.

## Palmarès
- Super Bowl : 1

Chicago Bears: Super Bowl XX
- National Football Conference Championship: 1

Chicago Bears: 1985
- American Football Conference Championship: 1

Denver Broncos: 1987

## Statistiche
| Partite totali | 33 |